# 美郷真也
美郷 真也（みさと まや、1969年8月8日 - ）は、日本の女優・歌手。元宝塚歌劇団宙組の男役。元宙組組長。
東京都豊島区、順心女子学園出身。身長162cm。愛称は「まりえ」、「マリエッタ」。

## 来歴
1986年、宝塚音楽学校入学。
1988年、宝塚歌劇団に74期生として入団。入団時の成績は16番。花組公演「キス・ミー・ケイト」で初舞台。その後、月組に配属。
1998年12月9日付で雪組へと組替え。
2002年11月18日付で宙組へと組替え。
2005年4月4日付で宙組組長に就任。
2008年5月18日、「黎明の風／Passion 愛の旅」東京公演千秋楽をもって、宝塚歌劇団を退団。
退団後は舞台やコンサートに出演する他、歌やダンスの指導に司会業など、幅広く活動している。

## 宝塚歌劇団時代の主な舞台

### 初舞台
- 1988年3 - 5月、花組『キス・ミー・ケイト』（宝塚大劇場のみ）

### 月組時代
- 1989年5月、『新源氏物語』新人公演：犬の君『ザ・ドリーマー』
- 1990年8月、『川霧の橋』新人公演：弥太（本役：大海ひろ）『ル・ポアゾン 愛の媚薬』
- 1991年3月、『ベルサイユのばら-オスカル編-』新人公演：メルキオール・シャロン（本役：波音みちる）
- 1993年4月、『グランドホテル』新人公演：サンダー（本役：大峯麻友）『BROADWAY BOYS』
- 1994年1月、『風と共に去りぬ』新人公演：ピーター（本役：葵美哉）
- 1994年6月、『エールの残照』新人公演：リチャード・シーモア卿（本役：葵美哉）『TAKARAZUKA・オーレ!』
- 1994年8月、『WANTED』（バウ・東京特別・名古屋特別）エミリオ
- 1994年12月、『ローン・ウルフ』（バウ・東京特別）ヘンリー・ワトソン
- 1996年1月、『訪問者』（バウ・東京特別）鶴吉／ディッキー
- 1996年3月、『CAN-CAN』テオフィール『マンハッタン不夜城 -王様の休日-』
- 1996年6月、『銀ちゃんの恋』（バウ・東京特別）トメ
- 1996年9月、『チェーザレ・ボルジア -野望の軌跡-』コスタ『プレスティージュ』
- 1996年12月、『バロンの末裔』『グランド・ベル・フォリー』ブルンクリー
- 1997年6月、『EL DORADO』ウルバンバ
- 1997年8月、『FAKE LOVE』（バウ・東京特別・名古屋特別）ギュンター
- 1997年12月、『ワン・モア・タイム -グッバイ・ペパーミントナイト! partⅡ-』（バウ）ラインスター
- 1998年2月、『WEST SIDE STORY』クランプキ巡査
- 1998年8月、『ブエノスアイレスの風』（バウ）ロレンソ
- 1998年9月、『黒い瞳』ズーリン『ル・ボレロ・ルージュ』
- 1998年11月、『シンデレラ・ロック』（バウ）ルシファー

### 雪組時代
- 1999年1月、『心中・恋の大和路』（東京特別）伊兵衛／忠三郎
- 1999年4月、『再会』モントロン『ノバ・ボサ・ノバ -盗まれたカルナバル-』
- 1999年9月、『SAY IT AGAIN』（バウ）ジェームス・リード
- 1999年11月、『バッカスと呼ばれた男』ブランジェ『華麗なる千拍子'99』
- 2000年4月、『さらさ笹舟 -明智光秀の光と影-』（バウ）天野源右衛門
- 2000年6月、『デパートメント・ストア』『凱旋門』アベール、役替わり：シュナイダー（本役：汝鳥伶）
- 2000年12月、『月夜歌聲』（シアタードラマシティ・東京特別）王
- 2001年2月、『猛き黄金の国 -士魂商才!岩崎彌太郎の青春-』新宮寺『パッサージュ -硝子の空の記憶-』
- 2001年4月、『エンカレッジ・コンサート』（バウ）
- 2001年8月、『アンナ・カレーニナ』（バウ・東京特別）ステパン・オブロンスキー（スティーバ）
- 2001年10月、『愛 燃える -呉王夫差-』陳林『Rose Garden』
- 2002年4月、『風と共に去りぬ』（日生劇場）チャールズ・ハミルトン
- 2002年5月、『追憶のバルセロナ』レオポルド『ON THE 5th -ヴィレッジからハーレムまで-』
- 2002年10月、『再会』クードレイ『華麗なる千拍子2002』（全国ツアー）

### 宙組時代
- 2002年12月、『聖なる星の奇蹟-いつか出会う君に-』（ドラマシティ・東京特別）ザカリアス
- 2003年2月、『傭兵ピエール』マルク『満天星大夜總会』
- 2003年8月、『里見八犬伝』（バウ・東京特別）犬山道節
- 2003年10月、『白昼の稲妻』ヴェルネ『テンプテーション! - 誘惑 -』
- 2004年3月、『BOXMAN -俺に破れない金庫などない-』（東京特別・シアタードラマシティ）ファーマン
- 2004年5月、『ファントム』ジャン・クロード（楽屋番）
- 2004年10月、『THE LAST PARTIY』（バウ・東京特別）MISATO（マックス）
- 2005年1月、『ホテル ステラマリス』ウォルター・グリーン『レヴュー伝説』
- 2005年5月、『ホテル ステラマリス』ウォルター・グリーン『レヴュー伝説』（全国ツアー）
- 2005年8月、『炎にくちづけを』エーク『ネオ・ヴォヤージュ』
- 2006年3月、『NEVER SAY GOODBYE -ある愛の軌跡-』パオロ・カレラス
- 2006年8月、『UNDERSTUDY』（バウ）ノエル・グッドリッチ
- 2006年11月、『維新回天・竜馬伝!』中浜万次郎『ザ・クラシック』
- 2007年4月、『NEVER SLEEP』（バウ）アーノルド・ロススタイン
- 2007年7月、『バレンシアの熱い花』レオン将軍『宙 FANTASISTA!』
- 2007年10月、『バレンシアの熱い花』レオン将軍『宙 FANTASISTA!』（全国ツアー）バルカ
- 2008年2月、『黎明（れいめい）の風‐侍ジェントルマン 白洲次郎の挑戦‐』近藤文男『Passion 愛の旅』 退団公演

## 宝塚歌劇団退団後の主な活動

### 舞台
- 2008年10月、『もと夫婦』
- 2011年2月、『愛と青春の宝塚』（青山劇場・梅田芸術劇場）
- 2011年7月、『ビクター・ビクトリア』（ル・テアトル銀座・森ノ宮ピロティホール）
- 2012年1月、『華麗なるミュージカル音楽の世界 ガラコンサート2012 〜ヘンリー・マンシーニ&ジュリー・アンドリュース〜」（東京国際フォーラム Cホール）
- 2013年・2014年・2015年、『女海賊ビアンカ』[8]
- 2014年・2015年、『コンクラーヴェ』
- 2016年12月、『エリザベート TAKARAZUKA20周年 スペシャル・ガラ・コンサート』 (梅田芸術劇場・Bunkamuraオーチャードホール)
- 2018年1月、『月とサンポーレ！！』　（中目黒キンケロシアター）
- 2018年7月、『HIGH SCHOOL MUSICAL ON STAGE!』（山王ヒルズホール）
- 2018年10月、『月とサンポーレ！！』　（宝塚大学　宝塚キャンパス　アートヒルホール）
- 2018年12月、『デルフィニア戦記～動乱の序章～』（渋谷区文化総合センター大和田 さくらホール）
- 2019年4月、『ファミ☆レス～幸福のレシピを求めて～』（あうるすぽっと）
- 2020年3月、『ブレイン・ストーム』（六行会ホール）